# 三祖寺
三祖寺（さんそじ）は、中華人民共和国安徽省安慶市潜山市天柱山にある仏教寺院。またの名は山谷寺と乾元禅寺という。

## 歴史
南朝宋の泰始元年（465年）、宝志がその山秀地霊を喜び、結庵して居した。南朝梁の天監4年（505年）に宝志により創建された。当時は菩提庵と称した。大同2年（536年）、武帝蕭衍により「山谷寺」の名を賜った。
隋の開皇10年（590年）、禅宗の三祖の僧璨は寺院に来て仏法を発揚する。
唐の天宝4載（745年）、舒州別駕李常は仏塔を建て僧璨の舎利をまつった。乾元元年（758年）、粛宗により「三祖山谷乾元禅寺」の名を賜った。大暦7年（772年）、代宗により「覚寂塔」の名を賜った。会昌年間、武宗が会昌の廃仏を発動し、寺院の宗教活動は中止に追い込まれた。大中元年（847年）は寺院を重修した。
北宋の天聖6年（1028年）、章献明粛皇太后が出資して資寿塔を建てた。
明の宣徳元年（1426年）、住職の普聚が伽藍を整備した。成化年間、潘鑒が先頭に立って出資し、寺院を修復。崇禎8年（1635年）、張献忠の兵火で焼失した。
清の康熙と乾隆年間、破暗と智海は資金を集めて寺を再建した。咸豊10年（1860年）、太平天国の乱の火難で寺は全焼した。
1944年、住職の月海は寺院を再建した。
1983年、中華人民共和国国務院は仏寺を漢族地区仏教全国重点寺院に認定した。

## 主な住僧
- 宝志（開山）
- 僧璨（隋）
- 道信（隋）
- 智岩（唐）
- 湛然（唐）
- 釈宏行（中華人民共和国）
- 釈寛容（中華人民共和国）

## 伽藍
山門、天王殿、鐘楼、鼓楼、大雄宝殿、千仏殿、祖師殿、覚寂塔、地蔵殿、法堂、尊客堂、五観堂、蔵経閣